# Ubaye-Serre-Ponçon
Ubaye-Serre-Ponçon – gmina we Francji, w regionie Prowansja-Alpy-Lazurowe Wybrzeże, w departamencie Alpy Górnej Prowansji. W 2013 roku liczba ludności wynosiła 708 mieszkańców. 
Gmina została utworzona 1 stycznia 2017 roku z połączenia dwóch ówczesnych gmin: La Bréole oraz Saint-Vincent-les-Forts. Siedzibą gminy została miejscowość La Bréole.